# Hispano-Suiza H6
Hispano-Suiza H6 – luksusowy samochód osobowy produkowany przez hiszpańskie przedsiębiorstwo motoryzacyjne Hispano-Suiza w roku 1919.

## Dane techniczne Hispano-Suiza H6

### Silnik
- S6 6597 cm³[1]
- Układ zasilania: b.d.
- Średnica cylindra × skok tłoka: b.d.
- Stopień sprężania: b.d.
- Moc maksymalna: 135 KM (101 kW)[1]
- Maksymalny moment obrotowy: b.d.

### Osiągi
- Przyspieszenie 0–80 km/h: b.d.
- Przyspieszenie 0–100 km/h: b.d.
- Prędkość maksymalna: 130 km/h[1]